# جون هنري جوم سان هيلار

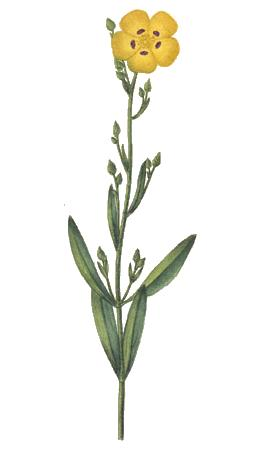
نبتة كما رسمها جون سان هيلار في كتابه «الأزهار والثمار الفرنسية» La flore et la pomone françaises

جُون هُنْرِي جُوم سَان هِيلاَر (بالفرنسية: Jean Henri Jaume Saint-Hilaire)‏ كان عالم تاريخ طبيعي وفناناً فرنسيا. وُلد في 29 أكتوبر 1772 بمدينة غراس وتوفي في 19 يونيو 1845 بباريس.